# Nazionale femminile di pallavolo della Cina
La nazionale femminile di pallavolo della Cina è una squadra asiatica ed oceaniana composta dalle migliori giocatrici di pallavolo della Cina ed è posta sotto l'egida della Federazione pallavolistica della Cina.

## Rosa
Segue la rosa delle giocatrici convocate per la Volleyball Nations League 2025.
| N° | Nome          | Ruolo | Data di nascita   | Squadra  |
| -- | ------------- | ----- | ----------------- | -------- |
| 1  | Wu Mengjie    | S     | 10 settembre 2002 | Jiangsu  |
| 2  | Zhuang Yushan | S     | 28 aprile 2003    | Fujian   |
| 3  | Tang Xin      | S     | 21 maggio 2004    | Jiangsu  |
| 4  | Zou Jiaqi     | P     | 22 dicembre 2004  | Beijing  |
| 5  | Yin Xiaolan   | P     | 17 ottobre 2004   | Fujian   |
| 6  | Gong Xiangyu  | O     | 21 aprile 1997    | Jiangsu  |
| 7  | Wang Yuanyuan | C     | 14 luglio 1997    | Tianjin  |
| 8  | Wan Ziyue     | C     | 19 dicembre 2004  | Jiangsu  |
| 9  | Shan Linqian  | C     | 6 dicembre 2005   | Beijing  |
| 10 | Yang Shuming  | O     | 31 luglio 2008    | Shanghai |
| 11 | Fan Boning    | O     | 15 luglio 2006    | Jiangsu  |
| 13 | Dong Yuhan    | S     | 30 marzo 2006     | Beijing  |
| 15 | Chen Houyu    | C     | 8 ottobre 2005    | Shanghai |
| 16 | Wang Aoqian   | C     | 15 novembre 2007  | Shanghai |
| 17 | Ni Feifan     | L     | 14 febbraio 2001  | Jiangsu  |
| 18 | Wang Mengjie  | L     | 14 novembre 1995  | Beijing  |
| 23 | Zhang Zixuan  | P     | 15 agosto 2008    | Jiangsu  |

## Risultati

### Competizioni FIVB
| 1964 | non qualificata | -            |
| 1968 | non qualificata | -            |
| 1972 | non qualificata | -            |
| 1976 | non qualificata | -            |
| 1980 | non qualificata | -            |
| 1984 | 1º posto        | Convocazioni |
| 1988 | 3º posto        | Convocazioni |
| 1992 | 7º posto        | Convocazioni |
| 1996 | 2º posto        | Convocazioni |
| 2000 | 5º posto        | Convocazioni |
| 2004 | 1º posto        | Convocazioni |
| 2008 | 3º posto        | Convocazioni |
| 2012 | 5º posto        | Convocazioni |
| 2016 | 1º posto        | Convocazioni |
| 2020 | 9º posto        | Convocazioni |
| 2024 | 5º posto        | Convocazioni |

| 1952 | non qualificata | -            |
| 1956 | 6º posto        | Convocazioni |
| 1960 | non qualificata | -            |
| 1962 | 10º posto       | Convocazioni |
| 1967 | non qualificata | -            |
| 1970 | non qualificata | -            |
| 1974 | 14º posto       | Convocazioni |
| 1978 | 6º posto        | Convocazioni |
| 1982 | 1º posto        | Convocazioni |
| 1986 | 1º posto        | Convocazioni |
| 1990 | 2º posto        | Convocazioni |
| 1994 | 8º posto        | Convocazioni |
| 1998 | 2º posto        | Convocazioni |
| 2002 | 4º posto        | Convocazioni |
| 2006 | 5º posto        | Convocazioni |
| 2010 | 10º posto       | Convocazioni |
| 2014 | 2º posto        | Convocazioni |
| 2018 | 3º posto        | Convocazioni |
| 2022 | 6º posto        | Convocazioni |

| 2018 | 3º posto | Convocazioni |
| 2019 | 3º posto | Convocazioni |
| 2021 | 5º posto | Convocazioni |
| 2022 | 6º posto | Convocazioni |
| 2023 | 2º posto | Convocazioni |
| 2024 | 5º posto | Convocazioni |
| 2025 | 5º posto | Convocazioni |

| 1973 | non qualificata | -            |
| 1977 | 4º posto        | Convocazioni |
| 1981 | 1º posto        | Convocazioni |
| 1985 | 1º posto        | Convocazioni |
| 1989 | 3º posto        | Convocazioni |
| 1991 | 2º posto        | Convocazioni |
| 1995 | 3º posto        | Convocazioni |
| 1999 | 5º posto        | Convocazioni |
| 2003 | 1º posto        | Convocazioni |
| 2007 | non qualificata | -            |
| 2011 | 3º posto        | Convocazioni |
| 2015 | 1º posto        | Convocazioni |
| 2019 | 1º posto        | Convocazioni |
| 2023 | non qualificata | -            |

### Competizioni AVC
| 1975 | 3º posto | Convocazioni |
| 1979 | 1º posto | Convocazioni |
| 1983 | 2º posto | Convocazioni |
| 1987 | 1º posto | Convocazioni |
| 1989 | 1º posto | Convocazioni |
| 1991 | 1º posto | Convocazioni |
| 1993 | 1º posto | Convocazioni |
| 1995 | 1º posto | Convocazioni |
| 1997 | 1º posto | Convocazioni |
| 1999 | 1º posto | Convocazioni |
| 2001 | 1º posto | Convocazioni |
| 2003 | 1º posto | Convocazioni |
| 2005 | 1º posto | Convocazioni |
| 2007 | 2º posto | Convocazioni |
| 2009 | 2º posto | Convocazioni |
| 2011 | 1º posto | Convocazioni |
| 2013 | 4º posto | Convocazioni |
| 2015 | 1º posto | Convocazioni |
| 2017 | 4º posto | Convocazioni |
| 2019 | 4º posto | Convocazioni |
| 2023 | 2º posto | Convocazioni |

| 2008 | 1º posto | Convocazioni |
| 2010 | 1º posto | Convocazioni |
| 2012 | 2º posto | Convocazioni |
| 2014 | 1º posto | Convocazioni |
| 2016 | 1º posto | Convocazioni |
| 2018 | 1º posto | Convocazioni |
| 2022 | 2º posto | Convocazioni |

### Competizioni zonali
| 1962 | non qualificata | -            |
| 1966 | non qualificata | -            |
| 1970 | 5º posto        | Convocazioni |
| 1974 | 3º posto        | Convocazioni |
| 1978 | 2º posto        | Convocazioni |
| 1982 | 1º posto        | Convocazioni |
| 1986 | 1º posto        | Convocazioni |
| 1990 | 1º posto        | Convocazioni |
| 1994 | 2º posto        | Convocazioni |
| 1998 | 1º posto        | Convocazioni |
| 2002 | 1º posto        | Convocazioni |
| 2006 | 1º posto        | Convocazioni |
| 2010 | 1º posto        | Convocazioni |
| 2014 | 2º posto        | Convocazioni |
| 2018 | 1º posto        | Convocazioni |
| 2022 | 1º posto        | Convocazioni |

### Competizioni estinte
| 1993 | 2º posto | Convocazioni |
| 1994 | 3º posto | Convocazioni |
| 1995 | 4º posto | Convocazioni |
| 1996 | 4º posto | Convocazioni |
| 1997 | 5º posto | Convocazioni |
| 1998 | 4º posto | Convocazioni |
| 1999 | 3º posto | Convocazioni |
| 2000 | 4º posto | Convocazioni |
| 2001 | 2º posto | Convocazioni |
| 2002 | 2º posto | Convocazioni |
| 2003 | 1º posto | Convocazioni |
| 2004 | 5º posto | Convocazioni |
| 2005 | 3º posto | Convocazioni |
| 2006 | 5º posto | Convocazioni |
| 2007 | 2º posto | Convocazioni |
| 2008 | 5º posto | Convocazioni |
| 2009 | 5º posto | Convocazioni |
| 2010 | 4º posto | Convocazioni |
| 2011 | 8º posto | Convocazioni |
| 2012 | 5º posto | Convocazioni |
| 2013 | 2º posto | Convocazioni |
| 2014 | 5º posto | Convocazioni |
| 2015 | 4º posto | Convocazioni |
| 2016 | 5º posto | Convocazioni |
| 2017 | 4º posto | Convocazioni |

| 1993 | 2º posto        | Convocazioni |
| 1997 | 4º posto        | Convocazioni |
| 2001 | 1º posto        | Convocazioni |
| 2005 | 3º posto        | Convocazioni |
| 2009 | non qualificata | -            |
| 2013 | non qualificata | -            |
| 2017 | 1º posto        | Convocazioni |

| 1988 | 1º posto        | Convocazioni |
| 1990 | 2º posto        | Convocazioni |
| 1992 | non qualificata | -            |
| 1994 | non qualificata | -            |

| 1996 | 1º posto | Convocazioni |

| 1988 | 2º posto        | Convocazioni |
| 1989 | 2º posto        | Convocazioni |
| 1990 | 1º posto        | Convocazioni |
| 1991 | 4º posto        | Convocazioni |
| 1992 | 2º posto        | Convocazioni |
| 1993 | non qualificata | -            |
| 1994 | 2º posto        | Convocazioni |
| 1995 | non qualificata | -            |
| 1996 | 4º posto        | Convocazioni |
| 1998 | 2º posto        | Convocazioni |
| 1999 | 2º posto        | Convocazioni |
| 2000 | 1º posto        | Convocazioni |
| 2001 | 4º posto        | Convocazioni |
| 2002 | 3º posto        | Convocazioni |
| 2003 | 1º posto        | Convocazioni |
| 2004 | 3º posto        | Convocazioni |
| 2005 | 2º posto        | Convocazioni |
| 2006 | 2º posto        | Convocazioni |
| 2007 | 1º posto        | Convocazioni |
| 2008 | 2º posto        | Convocazioni |
| 2009 | 3º posto        | Convocazioni |
| 2010 | 1º posto        | Convocazioni |
| 2011 | 3º posto        | Convocazioni |
| 2013 | 6º posto        | Convocazioni |
| 2014 | 4º posto        | Convocazioni |
| 2015 | 7º posto        | Convocazioni |
| 2016 | 1º posto        | Convocazioni |
| 2017 | 3º posto        | Convocazioni |
| 2018 | 5º posto        | Convocazioni |
| 2019 | 6º posto        | Convocazioni |

| 2009 | 3º posto        | Convocazioni |
| 2010 | non qualificata | -            |

| 1986 | non qualificata | -            |
| 1990 | 2º posto        | Convocazioni |
| 1994 | 4º posto        | Convocazioni |